# プロヤ
プロヤ (Proja、Проја, 発音: [ˈprǒːja]) は、コーンフラワー、ベーキングパウダー、ひまわり油、炭酸水、塩で作られたセルビア料理。セルビアの郷土料理でもあり、小麦粉の代わりにコーンフラワーを使用したコーンブレッドである。